# Associação de Futebol do Barém
A Associação de Futebol do Barém (em árabe: الاتحاد البحريني لكرة القدم) (em inglês:  Bahrain Football Association, BFA) é o órgão dirigente do futebol do Barém, responsável pela organização dos campeonatos disputados no país, bem como as partidas da seleção nacional. Foi fundada em 1957 e é afiliada à Federação Internacional de Futebol (FIFA) desde 1968 e à Confederação Asiática de Futebol (AFC) desde o ano de 1969. O presidente atual da entidade é Sheikh Ali Bin Khalifa Al Khalifa.